# Festuca laegaardii
Festuca laegaardii är en gräsart som beskrevs av Stancík. Festuca laegaardii ingår i släktet svinglar, och familjen gräs. Inga underarter finns listade i Catalogue of Life.